# A vasöklű férfi 2.
A vasöklű férfi 2. (eredeti cím: The Man with the Iron Fists 2) 2015-ben bemutatott amerikai film, amelyet Roel Reiné rendezett. A vasöklű férfi folytatása.
A forgatókönyvet RZA és John Jarrell írta. A producerei Marc Abraham és Ogden Gavanski. A főszerepekben RZA, Sahajak Boonthanakit, Pim Bubear, Ocean Hou és Grace Huang láthatók. A film zeneszerzője Howard Drossin. A film gyártója az Arcade Pictures és az A Strike Entertainment, forgalmazója a Universal Pictures Home Entertainment. Műfaja akciófilm.
Amerikában 2015. április 14-én mutatták be DVD-n és Blu-ray-n.

## Szereplők
| Szereplő | Színész                   | Magyar hang     |
| --- | ------------------------- | --------------- |
| Thaddeus | RZA                       | Galambos Péter  |
| Zhang polgármester | Cary-Hiroyuki Tagawa      | Pálfai Péter    |
| Ho mester | Carl Ng                   | Dolmány Attila  |
| Li Kung | Dustin Nguyen             | Láng Balázs     |
| Ah Ni | Eugenia Yuan              | Orosz Anna      |
| Innocence | Pim Bubear                | Pekár Adrienn   |
| Shou | Ocean Hou                 | Sörös Miklós    |
| Bing | Khiri Steven Lowenstein   | Bogdán Gergő    |
| Li Guang | Charlie Ruedpokanon       | Előd Álmos      |
| Bolo | Sahajak Boonthanakit      | Szokol Péter    |
| Duyan Jurne | Dom Hetrakul              | Kisfalusi Lehel |
| Jia Hang | Kowit Wattanakul          | Presits Tamás   |
| Chen | Nophand Boonyai           | Joó Gábor       |
| Abbott | Schnitrnunt Busarakamwong | Kajtár Róbert   |
| Lion | TBA                       | Jánosi Ferenc   |
| Anya | TBA                       | Sági Tímea      |
| Pa | TBA                       | Stern Dániel    |
| További magyar hangok |                           |                 |
| Bor László, Bordás János, Élő Balázs, Farkas Zita, Garamszegi Gábor, Hábermann Lívia, Kántor Zoltán, Kis-Kovács Luca, Pupos Tímea, Seder Gábor, Seszták Szabolcs, Vári Attila |                           |                 |